# A Revolução de Maio
A Revolução de Maio («La Revolución de Mayo») es una producción portuguesa de propaganda dirigida por António Lopes Ribeiro estrenada en 1937. El título hace alusión al 28 de mayo de 1926, fecha del golpe de Estado militar que instauró en Portugal el llamado Estado Novo. Se trata de un largometraje de propaganda, con motivos anticomunistas, que pretendía transmitir una imagen idílica de dicho régimen del Estado Novo. Producida por el Secretariado de Propaganda Nacional (SPN) del régimen salazarista, el guion fue escrito por António Lopes Ribeiro y por António Ferro, director del SPN.